# Piotr Piwo
Piotr Piwo herbu Prawdzic – podczaszy bełski w latach 1574–1583, poseł bełski na sejm parczewski 1564 roku i 1566 roku.